# Juan de Dios de la Rada
Juan de Dios de la Rada y Delgado (Almería, 13 de agosto de 1827-Madrid, 3 de julio de 1901), abogado, archivero, arqueólogo, numismático, orientalista y autor literario español.

## Biografía
Licenciado y doctor en Derecho por la Universidad de Granada (1852), tras varios destinos docentes en Granada y Madrid, y sin dejar nunca su paralelo ejercicio de la abogacía, alcanzó en propiedad (1858) la cátedra de "Arqueología" de la Escuela Superior de Diplomática (dedicada a la formación de archiveros profesionales) de la Universidad Central, un centro pionero creado en 1856 y que él llegaría a dirigir entre 1876 y 1900. Fue también académico y profesor de la Academia Matritense de Jurisprudencia y Legislación, y de igual clase en Ciencias y Literatura del Liceo de Granada, y ponente en las conferencias dominicales sobre la educación de la mujer (Universidad de Madrid), con la conferencia Sobre la educación de la mujer por la historia de otras mujeres (Madrid, 1869). 
Fue académico correspondiente y luego numerario de la Real Academia de la Historia (1875), así como numerario de la Real Academia de Bellas Artes de San Fernando.
Autor prolífico y polifacético, en su faceta como periodista y literato escribió en, y dirigió, entre 1856 y 1861, la Revista Universitaria. Colaboró también en el Boletín de la Sociedad Geográfica de Madrid y en sus últimos años publicó para el periódico Gente Vieja. También puede seguirse su firma en revistas de diversa temática como el El Teatro, El Día, La Ilustración Católica, La Ilustración Española y El Museo Universal. Especialmente relevante fue su labor como director de la excepcional serie Museo Español de Antigüedades (1872-1880). En 1886 fue galardonado por la Biblioteca Nacional por su extensa obra Bibliografía Numismática Española.
Entre otras numerosas distinciones, fue caballero de la Orden de Carlos III y caballero gran cruz de la Orden de Isabel la Católica.[cita requerida]
Políticamente fue conservador, y estuvo afiliado al Partido Liberal-Conservador de Cánovas. Fue consejero de Instrucción Pública y presidente de la Comisión Técnica del Cuarto Centenario (1892), además de senador por la provincia de Lérida (1886-1890) y por la provincia de Castellón (1893-1894).
En 1894 fue nombrado director del Museo Arqueológico Nacional, cargo que ocupó hasta 1900. Durante las décadas anteriores había sido conservador y jefe de sección del mismo. En tal condición tomó parte en la importante expedición científica ordenada a Oriente por Amadeo I de Saboya en 1871, en el curso de la cual fueron adquiridas diversas antigüedades que hoy siguen formando parte de los fondos del Museo; el largo informe sobre este viaje lo publicó en 1876-1878, con interesantes dibujos y fotografías del arquitecto Ricardo Velázquez Bosco.

### Obras principales
Históricas
- Situación de la antigua Iliberis (Memoria), Madrid, RAH, 1854.
- Viaje de SS. MM. y AA. por Castilla, Asturias y Galicia, verificado en el verano de 1858, Madrid, 1860 (en Google Books).
- Historia de la Villa y Corte de Madrid, t. I, II y III (con José Amador de los Ríos), Madrid, 1860 y 1863 (en Internet Archive: tomo I y tomo III).
- Mugeres célebres de España y Portugal (sic), 2 vols., Barcelona, Casa Editorial de Víctor Pérez, 1868 (reed. por Espasa Calpe en dos partes, Buenos Aires, 1942 y 1954).
- Crónica de la provincia de Granada (en la colección Crónica General de España), Madrid, Impr. Rubio, Grilo y Vitturi, 1869 (reed. ed. Maxtor, 2002, vista parcial en GB).
- Antigüedades del Cerro de los Santos en el término de Montealegre (Discurso de ingreso en la RAH, Madrid, 1874 (en iberosalbacetemurcia.es).
- Viaje a Oriente de la fragata de guerra Arapiles, y de la comisión científica que llevó a su bordo, 3 vols., Barcelona, Emilio Oliver y Cía., 1876-1878 (Tip. de "La Academia") (en la BDH (enlace roto disponible en Internet Archive; véase el historial, la primera versión y la última).).
- Necrópolis de Carmona. Memoria escrita en virtud de acuerdo de las Reales Academias de la Historia y de Bellas Artes de San Fernando, Madrid, Impr. y Fundición de Manuel Tello, 1885 (en Internet Archive).
- Bibliografía numismática española ó Noticia de las obras y trabajos impresos y manuscritos sobre los diferentes ramos que abraza la numismática, debidos á autores españoles ó á extranjeros que publican en español y documentos para la historia monetaria de España. Con dos apéndices que comprenden... la bibliografía numismática portuguesa y... la de autores extranjeros que en sus respectivos idiomas escribieron acerca de monedas ó medallas de España, Madrid, 1886.
- Geología y protohistoria ibéricas (con J. Vilanova y Piera) (vol. I de la Historia General de España, escrita por individuos de número de la Real Academia de la Historia, bajo la dirección del Excmo. Sr. D. Antonio Cánovas del Castillo), Madrid, El Progreso Editorial, 1890 (1893).
- Catálogo de monedas arábigas españolas que se conservan en el Museo Arqueológico Nacional. Publicado siendo director del mismo d. Juan de Dios de la Rada y Delgado, Madrid, 1892 (en Internet Archive).
- Las Peregrinaciones a La Meca en el siglo XIX (edición con prólogo y notas de J.L. Sánchez, Madrid, Miraguano, 2005).

Jurídicas
- Manual preparatorio para los exámenes del 1º y 2º año de notariado. Obra escrita con arreglo a los programas de dichos dos años, y a la del texto aprobada por el Gobierno (Manuel del Notariado), Granada, Astudillo y Garrido, 1853, 2.ª ed. (en la BDH (enlace roto disponible en Internet Archive; véase el historial, la primera versión y la última).).
- Elementos de Derecho Romano, presentados para su más fácil inteligencia en cuadros sinópticos. Obra declarada por el Real Consejo de Instrucción pública de mérito especial para el autor. Dos tomos en 4°. menor, Madrid, 1856-57 (t. II en Internet Archive).
- Ley de enjuiciamiento civil [de 1855]: contiene el testo [sic] de la edición oficial anotada... por..., Madrid, Lib. de D. León Pablo Villaverde, 1863.
- Derecho usual, Madrid, Viuda de Hernando y Compañía, 1895.

Traducciones
- Ensayo sobre la interpretación de la escritura hierática de la América Central por Léon de Rosny (traducción anotada y precedida de un prólogo por...), Madrid, Imprenta y Fundición de Manuel Tello, 1884.
- Historia de Caldea desde los tiempos más remotos hasta el origen de Asiria (introducción general al estudio de la Historia Antigua por Zénaïda A. Ragozin; versión española anotada por...), Madrid, 1889 (en la BDE (enlace roto disponible en Internet Archive; véase el historial, la primera versión y la última).).

Literarias
- D. Ramon Berenguer (el Viejo), Conde de Barcelona: novela histórica, (col. Crónicas catalanas), Barcelona, Librería Nacional y Estrangera de Salvador Manero, 1858.
- Cristóbal Colón: drama histórico en tres actos y en verso, Madrid, Impr. José Rodríguez, 1863.
- Wifredo II, Conde de Barcelona. Novela histórica, Madrid, Jerez, 1865.
- Amor ó el esclavo. Drama en tres actos y en verso.

Otras
- Abecedario de la virtud: dedicado á los niños, Madrid, ed. Manuel López de la Hoya, 1862 (en Google Books).
- Estudios de Geografía astronómica (Biblioteca económica del maestro de primera enseñanza), Barcelona, Libr. de Juan Bastinos é hijo, 1866 (en Google Books).
- Segunda conferencia sobre la educación de la mujer por la historia de otras mujeres (Universidad de Madrid: Conferencias dominicales sobre la educación de la mujer, 28 de febrero de 1869), Madrid, Imp. M. Rivadeneyra, 1869.